# Sächsische Volkszeitung (1945–1946)

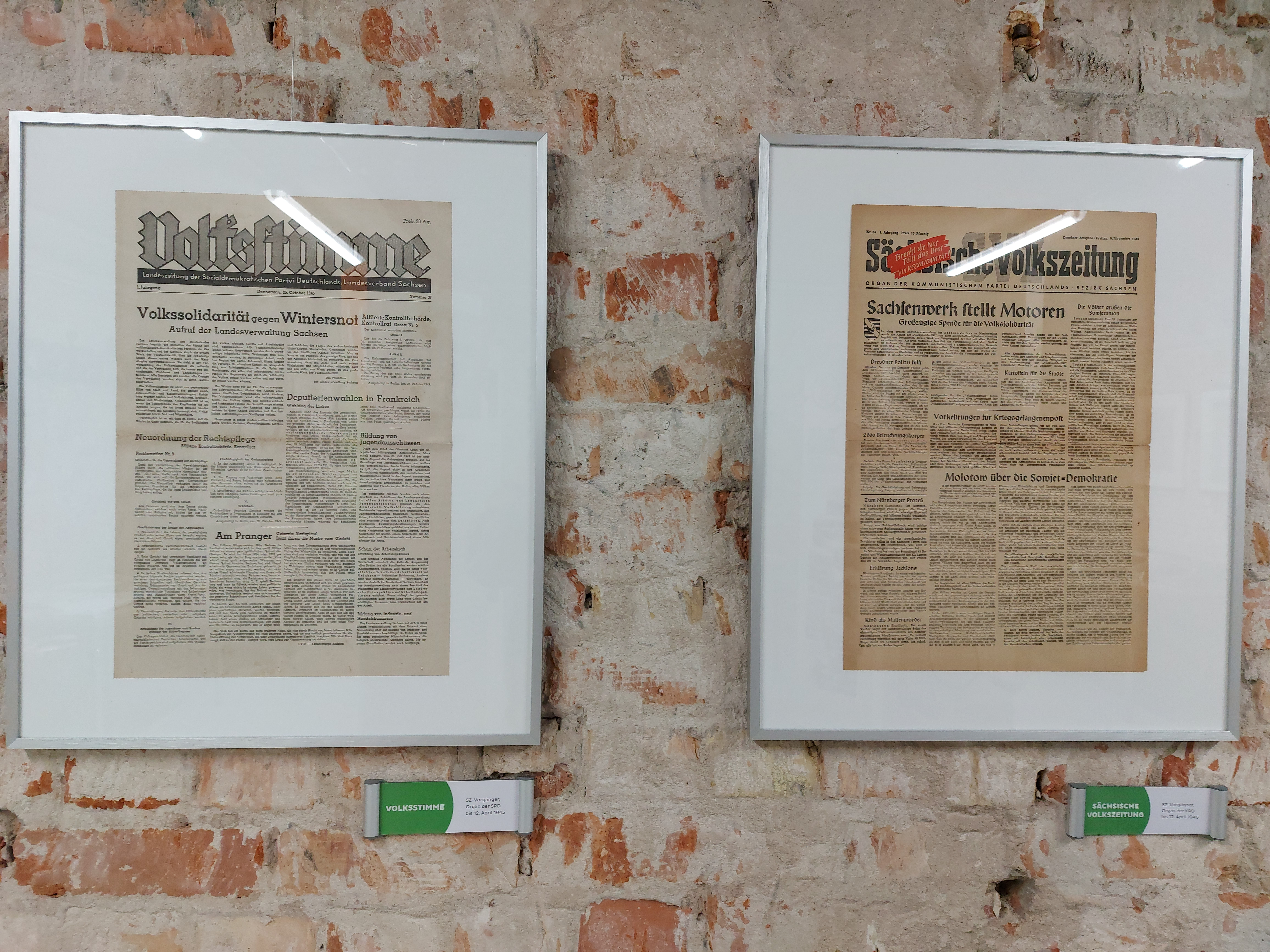
Titelbild der Volksstimme vom Oktober 1945 (links) neben einem Titelbild der Sächsische Volkszeitung vom November 1945 (rechts) in einer Ausstellung im Haus der Presse Dresden

Die Sächsische Volkszeitung war eine Zeitung der KPD für Sachsen von 1945 bis 1946.

## Geschichte
Am 10. Juli 1945 erschien die erste Ausgabe der Volkszeitung in Dresden, als erste deutsche Zeitung in Sachsen. Herausgeber war der Landesverband der KPD, Chefredakteur war Horst Sindermann, der spätere DDR-Volkskammerpräsident. Die Zeitung erschien anfangs zweimal wöchentlich.
Seit dem 2. Oktober 1945 hieß sie Sächsische Volkszeitung. Seit etwa Dezember 1945 erschien sie dreimal wöchentlich, danach täglich außer sonn- und feiertags.
Am 12. April 1946 gab es die letzte Ausgabe, seit dem 13. April erschien die Sächsische Zeitung als Organ der neugegründeten SED für Sachsen, in der auch die Redaktion der bisherigen SPD-Zeitung Volksstimme beteiligt war.